# AEG B.I
O AEG B.I foi um avião de reconhecimento biplano, monomotor alemão de dois lugares (sem armamento) utilizado pela Luftstreitkräfte na Primeira Guerra Mundial, a partir de 1914.
O modelo inicial, o B, que usava um motor N.A.G de 75 hp, foi construído em 1913 (apenas dois). O modelo B.I formou a base dos modelos mais bem sucedidos que viriam a seguir, os B.II e B.III e os da série C.

## Especificação
Estas são as características do AEG B.I
- Características gerais:
  - Tripulação: 2
  - Comprimento: 10,5 m
  - Envergadura: 14,5 m
  - Área da asa: 44 m²
  - Peso vazio: 650 kg
  - Peso máximo na decolagem: 1.040 kg
  - Motor: 1 x Mercedes D.I, um 6 cilindros em linha, refrigerado à água, de 100 hp.

- Performance:
  - Velocidade máxima: 100 km/h
  - Teto de Serviço: 2.500 m
  - Carga alar: 24 kg/m²

- Armamento:
  - Avião desarmado